# Granice planetarne
Granice planetarne – pojęcie dotyczące procesów systemu Ziemi (globalny ekosystem) i granic, których przekroczenie może wywołać nagłą, nieliniową i nieodwracalną zmianę środowiska w skali kontynentalnej lub globalnej (np. punkty krytyczne w ziemskim systemie klimatycznym).
Termin został zaproponowany w 2009 roku przez grupę naukowców zajmujących się systemem Ziemi i środowiskiem (zob. analiza systemowa, Nauka o systemie Ziemi, climate system) pod przewodnictwem Johana Rockströma z Stockholm Resilience Centre i Willa Steffena z Australijskiego Uniwersytetu Narodowego. Celem grupy było zdefiniowanie dla społeczności międzynarodowej, w tym rządów na wszystkich poziomach, międzynarodowych organizacji, społeczeństwa obywatelskiego, społeczności naukowców i prywatnego sektora, „bezpiecznej przestrzeni działania dla ludzkości” jako warunku koniecznego dla zapewnienia zrównoważonego rozwoju. Model ten oparty jest na spostrzeżeniach naukowych, że działalność człowieka od czasu rewolucji przemysłowej jest głównym czynnikiem globalnej zmiany środowiska.
Według paradygmatu „przekroczenie jednej lub więcej granic planetarnych może być szkodliwe lub nawet katastroficzne ze względu na ryzyko przekroczenia progów, które spowoduje nieliniową, nagłą zmianę środowiska w skali od kontynentalnej do planetarnej”. Granice procesu systemu Ziemi wyznaczają bezpieczną strefę dla Ziemi, dopóki nie są przekraczane. Od 2009 roku dwie granice zostały już przekroczone, podczas gdy inne są w bezpośrednim niebezpieczeństwie przekroczenia. Zdaniem naukowców ludzkość przekroczyła już cztery ograniczenia – dotyczące klimatu, bioróżnorodności, przeznaczenia gruntów pod uprawy i cyklu azotu i fosforu. Z badań wynika, że system naszej planety nie jest już stabilny.

## Progi i granice
Progi lub punkty przełomowe to wartości, których bardzo mały przyrost zmiennej kontrolnej (jak CO2) powoduje w odpowiedzi większe, możliwie katastrofalne zmiany (np. globalne ocieplenie) przez reakcje naturalnego Systemu Ziemi.
Punkty progowe są trudne do zlokalizowania, ponieważ System Ziemi jest bardzo skomplikowany. Zamiast definiować wartość progową badanie ustala zakres, w którym powinien znajdować się próg. Dolny koniec zakresu definiowany jest jako granica. Dlatego definicja „bezpiecznej przestrzeni działania” jest w tym znaczeniu, że jeśli jesteśmy poniżej granicy, jesteśmy poniżej wartości progowej. Przekroczenie granicy oznacza wejście strefę zagrożenia.
Proponowany model stanowi podstawę do zmiany podejścia do rządzenia i zarządzania od niezbędnych sektorowych analiz limitów wzrostu wymierzonych w zminimalizowanie negatywnych efektów zewnętrznych w celu oszacowania bezpiecznej przestrzeni dla ludzkiego rozwoju. Granice planetarne określają niejako granice „planetarnego pola gry” dla ludzkości, jeśli chcemy uniknąć poważnych antropogenicznych zmian środowiskowych w skali globalnej.
Przekroczenie jednej lub więcej granic planetarnych może mieć szkodliwy lub nawet katastroficzny skutek ze względu na ryzyko przekroczenia progów, które spowoduje nieliniową, nagłą zmianę środowiska w skali od kontynentalnej do planetarnej. Badanie z 2009 roku zidentyfikowało dziewięć granic planetarnych, a obecna wiedza naukowa pozwoliła badaczom określić ujęcie ilościowe dla siedmiu z nich.
Późniejsze prace nad granicami planetarnymi odnoszą progi w skali regionalnej.
Według krytyków sześć z tych limitów nie zostało udowodnionych, w tym 15% limit użytkowania gruntów. Uważają ponadto, że większe wykorzystanie gruntów zwiększyło globalny dobrobyt. Krytycy twierdzą również, że sześć granic ma znaczenie lokalne, a nie globalne.
| Proces Systemu Ziemi                 | Zmienna kontrolna | Granica przekroczona    | Przypisy      |
| ------------------------------------ | --- | ----------------------- | ------------- |
| 1. Zmiany klimatu                    | Stężenie dwutlenku węgla w atmosferze (ppm przez objętość) Alternatywnie: Wzrost wymuszenia radiacyjnego (W / m ²) od początku rewolucji przemysłowej (~ 1750)           | tak                     | [ 12 ] [ 13 ] |
| 2. Utrata różnorodności biologicznej | Wskaźnik wymierania (liczba gatunków na milion rocznie) | tak                     | [ 14 ]        |
| 3. Biogeochemiczne                   | a) antropogeniczny azot usuwany z atmosfery (miliony ton rocznie) (b) antropogeniczny fosfor trafiający do oceanów (miliony ton rocznie)                                 | tak, nie                | [ 15 ] [ 16 ] |
| 4. Zakwaszenie oceanów               | Średni globalny stan nasycenia węglanu wapnia w powierzchniowej wodzie morskiej (jednostki omega)                                                                        | nie                     | [ 17 ]        |
| 5. Użytkowanie gruntów               | Powierzchnia ziemi przekształcona na pola uprawne (procent) | nie                     | [ 18 ]        |
| 6. Woda słodka                       | Globalne konsumpcja wody przez ludzi (km ³ rocznie) | nie                     | [ 19 ]        |
| 7. Zubożenie warstwy ozonowej        | Stratosferyczne stężenie ozonu (jednostki Dobsona) | nie                     | [ 20 ]        |
| 8. Aerozole atmosferyczne            | Ogólne stężenie cząstek stałych w atmosferze w ujęciu regionalnym | nie określono ilościowo | [ 21 ]        |
| 9. Zanieczyszczenie chemiczne        | Stężenie substancji toksycznych, tworzyw sztucznych, substancji zaburzających funkcjonowanie układu hormonalnego, metali ciężkich i skażenia radioaktywnego w środowisku | nie określono ilościowo | [ 22 ]        |